# Samira Shahbandar
Samira Chahbandar (em árabe: سميرة شاهبندر, Samîrah Châhbandar) foi a segunda esposa do presidente iraquiano, deposto em 2003 Saddam Hussein.
Antes de casar-se com Saddam, Samira era médica e casada com Nur ad-Din as-Saffi, diretor da Iraqi Airways, com quem chegou a ter um filho Muhammad Nur ad-Din as-Saffi. Posteriormente, tornou-se amante de Saddam. Samira veio de uma família de comerciantes de Bagdá.
Kamel Hana Gegeo, valet, provador de comida e amigo de Saddam, apresentou Samira para ele. Saddam se casou secretamente com Samira, enquanto casado com Sajida Talfah, sua primeira esposa. Isto é motivado por várias razões: querendo parecer moderno e secular, teria preferido não ser associado à imagem de um retrógrado bígamo; também temia a reação de sua primeira mulher Sajida, e especialmente seus filhos Uday Hussein e Qusay Hussein; Samira é xiita, a "entrada" para uma aliança com a família sunita muito apegada ao seu dogma só poderia causar problemas. Sajida ficou com ciúmes e humilhada. O irmão de Sajida, Adnan Khairallah, reclamou da amante de Saddam. Adnan foi morto em um acidente de helicóptero, causado por "falha mecânica". O guarda-costas de Saddam afirmou que Saddam disse-lhe para colocar uma bomba no helicóptero.[carece de fontes?]
Uday Hussein, filho de Saddam e Sajida, também ficou irritado com a amante de seu pai. Uday acreditava que sua condição de herdeiro aparente estava ameaçada pela nova esposa. Ele tomou isso como um insulto à sua mãe. Em outubro de 1988, em uma festa em honra de Suzanne Mubarak, esposa do presidente egípcio, Hosni Mubarak, Uday esfaqueou e espancou Gegeo até a morte (alguns dizem que a pedido de sua mãe), esta confusão ocorreu na frente dos convidados horrorizados. Saddam declarou que Uday iria a julgamento por assassinato. Os pais de Gegeo (e a própria Sajida) pediram que Uday fosse perdoado. Uday foi perdoado e banido temporariamente para a Suíça. 
Parece ter dado a Saddam Hussein um filho: Ali ou Haidar (nome xiita, um dos pseudônimos de Imam Ali). Mas ainda há dúvidas quanto à sua data de nascimento entre 1980 ou 1983 e a questão da paternidade.[carece de fontes?]
Atualmente, Samira e Ali/Haydar vivem em Beirute.[carece de fontes?]